# Du lilla barn som till oss kom
Du lilla barn som till oss kom är en psalm med text och musik skriven 1983 av Nils F. Nygren.

## Publicerad i
- Segertoner 1988 som nr 416 under rubriken "Den kristna gemenskapen - Vittnesbörd - tjänst - mission".[1]